# ZLMツアー
ZLMツアー（ZLM Tour）は例年6月中旬にオランダで開催される自転車競技、ロードレースにおけるステージレース。カテゴリはUCIプロシリーズ。

## 概要
スタート地点は例年、北ブラバント州のスハインデル(Schijndel)となっている。
過去に下記の通り名称を変遷している。
- 1987年 - 1989年 － ロンドム・スハインデル(Rondom Schijndel)
- 1990年 - 1997年 － テレフレックス・ツアー(Teleflex Tour)
- 1998年 - 2000年 － ステル・デル・ベロフテン(Ster der Beloften)
- 2001年 - 2010年 － ステル・エレクトロトゥール(Ster Elektrotoer)
- 2011年 - 2016年 － ステル・ZLM・トゥールまたは、ステル・ZLM・トゥル（Ster ZLM Toer）
- 2017年　　　　　－ ステル・ZLM（Ster ZLM）
- 2019年より当名称。

## 歴代優勝者
| 年   | 優勝者                         |
| ---- | ------------------------------ |
| 1987 | テオ・ヘヴェルス               |
| 1988 | アルノ・オッテヴァンヘル       |
| 1989 | レーム・コック                 |
| 1990 | ヨーン・デン・ブラベル         |
| 1991 | トリスタン・ホフマン           |
| 1992 | マルテイン・ファン・ステーン   |
| 1993 | セルヴァイス・クナーヴェン     |
| 1994 | ヨス・ウォルフカンプ           |
| 1995 | ベニー・ホシンク               |
| 1996 | タイラー・ハミルトン           |
| 1997 | エディ・バウマンス             |
| 1998 | カルステン・クローン           |
| 1999 | ラルフ・グラプシュ             |
| 2000 | アンディ・デ・スメット         |
| 2001 | ザビエル・ジャン               |
| 2002 | バルト・フォスカンプ           |
| 2003 | ヘルベン・レーヴィック         |
| 2004 | ニック・ニュイエンス           |
| 2005 | シュテファン・シューマッハー   |
| 2006 | クルトアスル・アルヴェセン     |
| 2007 | セバスティアン・ランヘヴェルト |
| 2008 | エンリコ・ガスパロット         |
| 2009 | フィリップ・ジルベール         |

| 年   | 優勝者                                                     |
| ---- | ---------------------------------------------------------- |
| 2010 | アダム・ハンセン                                           |
| 2011 | フィリップ・ジルベール                                     |
| 2012 | マーク・カヴェンディッシュ                                 |
| 2013 | ラース・ボーム                                             |
| 2014 | フィリップ・ジルベール                                     |
| 2015 | アンドレ・グライペル                                       |
| 2016 | セプ・ファンマルク                                         |
| 2017 | ジョゼ・ゴンサルヴェス                                     |
| 2018 | 未開催                                                     |
| 2019 | マイク・テウニッセン                                       |
| 2020 | 新型コロナウイルス感染症の世界的流行 (2019年-)により未開催 |
| 2021 | 新型コロナウイルス感染症の世界的流行 (2019年-)により未開催 |
| 2022 | オラフ・コーイ                                             |
| 2023 | オラフ・コーイ                                             |
| 2024 | ルネ・ヘレホーツ                                           |